# Typhula ilicis
Typhula ilicis är en svampart som beskrevs av Raymond Bertault 1976. Typhula ilicis ingår i släktet Typhula och familjen trådklubbor.   Inga underarter finns listade i Catalogue of Life.